# 重庆电视台国际频道
重庆电视台国际频道是重庆广播电视总台旗下一条电视频道。呼号为CQTV国际。该频道主要面向重庆、北美以及东南亚地区播出。